# Bitwa o ujście rzeki

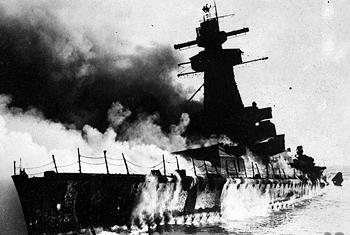
Pancernik „Admiral Graf Spee” podczas samozatopienia, 1939

Bitwa o ujście rzeki lub Bitwa przy River Plate lub Bitwa u ujścia La Platy (ang. The Battle of the River Plate) – brytyjski film wojenny z 1956 roku w reżyserii Michaela Powella i Emerica Pressburgera.

## Fabuła
Fabuła filmu przedstawia jeden z epizodów początkowego okresu II wojny światowej na morzu – Bitwę u ujścia La Platy – historię wytropienia i osaczenia niemieckiego „pancernika kieszonkowego” „Admiral Graf Spee” przez okręty brytyjskie, stoczoną 13 grudnia 1939 w okolicy ujścia La Platy u wybrzeży Urugwaju, zakończoną samozatopieniem niemieckiego rajdera.

## Obsada aktorska
- Peter Finch – Hans Langsdorff (kapitan „Admiral Graf Spee”)
- Bernard Lee – Patrick Dove (kapitan MS „Africa Shell”)
- Andrew Cruickshank – William Stubbs (kapitan SS „Doric Star”)
- Peter Dyneley – John Robison (kapitan SS „Newton Beech”)
- Anthony Quayle – komodor/kontradmirał Henry Harwood (dowódca zespołu brytyjskiego)
- Ian Hunter – Charles Woodhouse (kapitan HMS „Ajax”)
- Patrick Macnee – komandor por. Ralph Medley
- John Gregson – Frederick „Hookie” Bell (kapitan HMS „Exeter”)
- Jack Gwillim – Edward Parry (kapitan HMS „Achilles”)
- John Le Mesurier – kapelan na HMS „Exeter”
- Barry Foster – st. marynarz Roper na HMS „Exeter”
- Lionel Murton – Mike Fowler (amerykański korespondent radiowy w Montevideo)
- Christopher Lee – Manolo (właściciel baru)
- Edward Atienza – Pop (asystent Mike Fowlera)
- April Olrich – Dolores (piosenkarka w barze Manolo)
- Anthony Bushell – Eugen Millington-Drake (ambasador brytyjski w Urugwaju)
- Michael Goodliffe – kpt. Henry McCall (brytyjski attaché floty w Buenos Aires)
- Peter Illing – dr Alberto Guani (urugwajski minister spraw zagranicznych)
- William Squire – Ray Martin (brytyjski agent SIS w Montevideo)
- John Chandos – dr Otto Langmann (niemiecki ambasador w Urugwaju)
- Douglas Wilmer – M. Desmoulins (francuski ambasador w Urugwaju)
- Roger Delgado – kpt. Varela

i in.

## O filmie
Fabuła filmu oparta jest na faktach. Wydarzenia, postacie, a nawet okręty w nim pokazane (pomijając szczegóły) nie są fikcyjne. Wprawdzie nie zagrał w nim żaden z uczestników tamtych wydarzeń, jednak plenery oraz niektóre okręty są autentyczne. Zdjęcia kręcono m.in. w porcie Montevideo u ujścia La Platy z wykorzystaniem tysięcy miejscowych mieszkańców jako statystów (wielu z nich najprawdopodobniej pamiętało pokazywane wydarzenia).
Pomysł stworzenia filmu powstał w 1954 podczas pobytu dwóch jego producentów – Michaela Powella i Emerica Pressburgera na festiwalu filmowym w Argentynie. Jeden z dni postanowili poświęcić na obejrzenie wraku niemieckiego rajdera (zatopionego na płyciźnie i w dużej części widocznego nad poziomem wody). Spotkanie z jednym z brytyjskich oficerów marynarki i autobiograficzna książka jednego z kapitanów zatopionego przez „Spee'a” statków stało się z kolei inspiracją do jednego z wątków filmu. Zdjęcia rozpoczęto rok później, 13 grudnia 1955 roku, w szesnastą rocznicę bitwy.
Film w swojej fabule na ogół zgodny jest ze szczegółami historycznymi. Pomija wątek samobójstwa dowódcy niemieckiego krążownika kapitana Hansa Langsdorffa, który zastrzelił się wkrótce po internowaniu.
W filmie wykorzystano dwie piosenki kompozytora Briana Easdale: „Dolores' Song” i „Rio de la Plata” w wykonaniu amerykańskiej śpiewaczki Muriel Smith, która dubbingowała głos April Olrich – filmowej Dolores.

## Okręty użyte w filmie
W filmie zostały użyte dwa autentyczne okręty, które brały udział w bitwie. Były to krążowniki: nowozelandzki HMNZS Achilles, który wtedy służył już w marynarce indyjskiej jako INS „Delhi” oraz H.M.S. „Cumberland”. W role pozostałych uczestników bitwy wcieliły się: amerykański krążownik USS „Salem” jako „Admiral Graf Spee”, brytyjski krążownik HMS „Sheffield” jako HMS „Ajax”, HMS „Jamaica” jako HMS „Exeter”. Brytyjski lekki krążownik HMS „Birmingham” został wykorzystany w wielorakiej roli: odpalania salw z dział, przedstawienia eksplozji na pokładzie „Extera”, jako „Admiral Graf Spee” podczas pobierania zaopatrzenia z „Altmarka” oraz w scenie pogrzebu niemieckich marynarzy. Brytyjski tankowiec RFA „Olna” posłużył jako niemiecki zaopatrzeniowiec „Altmark”, brytyjski RFA „Fort Duquesne” jako niemiecki „Tacoma”, urugwajską kanonierkę „Urugwaj” „zagrał” jeden z brytyjskich trałowców typu „Ton”. Dwa niszczyciele: brytyjski HMS „Battleaxe” i amerykański USS „William R. Rush” posłużyły jako okręty z których filmowano sceny batalistyczne na morzu.
Użycie wszystkich tych jednostek w filmie oraz jego realizacja w bardziej lub mniej autentycznych plenerach było możliwe dzięki zaangażowaniu flot wojennych: Wielkiej Brytanii, Stanów Zjednoczonych, Nowej Zelandii, Indii, Urugwaju, ich dowódców oraz lokalnych władz i ich przedstawicielstw, za co autorzy filmu wyrazili swoje podziękowanie w napisach początkowych filmu, w obsadzie wymieniając nawet nazwy wszystkich okrętów jakie „zagrały” w filmie oraz podając ich filmowe odpowiedniki.

## Odbiór
Film został bardzo dobrze przyjęty zarówno przez krytyków jak i widzów, również przez szefów wytwórni „The Rank Organisation” w której powstał. Po obejrzeniu gotowego już obrazu, zadecydowali oni o przesunięciu jego premiery o rok, po to aby w 1956 pokazać go na prestiżowej „The Royal Film Performance” – corocznej, uroczystej premierze filmu brytyjskiego z udziałem członków rodziny królewskiej, z której wpływy przeznaczane są na wsparcie ludzi z branży filmowej. Miała ona miejsce w kinie „Odeon Leicester Square”, 29 października 1956, w obecności królowej Elżbiety II i księżniczki Małgorzaty. Została ona zauważona również w Polsce. W 1957 roku film był czwartym pod względem oglądalności filmem w Wielkiej Brytanii, po tak znanych obrazach jak: Wyższe sfery, Doktor na wolności i Niezastąpiony kamerdyner. W tym samym roku film otrzymał nominacje w trzech kategoriach (m.in. za Najlepszy Brytyjski Film, Najlepszy Brytyjski Scenariusz) do nagrody BAFTA